# State Farm Stadium
State Farm Stadium is een American football-stadion in Glendale (Arizona). Het stadion opende zijn deuren in 2006. Vaste bespelers zijn de Arizona Cardinals. De capaciteit van het stadion is eventueel uitbreidbaar van 63.400 tot meer dan 78.000 toeschouwers. Op 1 februari 2015 werd hier de 49e Super Bowl gespeeld.

## CONCACAF Gold Cup
Dit stadion is verschillende keren uitgekozen als gaststadion tijdens een toernooi om de Gold Cup, het voetbaltoernooi voor landenteams van de CONCACAF. Tijdens de Gold Cup van 2009, 2015, 2017, 2019 en 2021 was dit stadion een van de stadions waar voetbalwedstrijden werden gespeeld.
| № | Datum        | Wedstrijd                 | Uitslag | Gold Cup     | Toeschouwers |
| - | ------------ | ------------------------- | ------- | ------------ | ------------ |
| 1 | 12 juli 2009 | Panama – Nicaragua        | 4 – 0   | Groepsfase   | 23.876       |
| 2 | 12 juli 2009 | Mexico – Guadeloupe       | 2 – 0   | Groepsfase   | 23.876       |
| 3 | 12 juli 2015 | Trinidad en Tobago – Cuba | 2 – 0   | Groepsfase   | 62.910       |
| 4 | 12 juli 2015 | Guatemala – Mexico        | 0 – 0   | Groepsfase   | 62.910       |
| 5 | 20 juli 2017 | Mexico – Honduras         | 1 – 0   | Kwartfinale  | 37.404       |
| 6 | 20 juli 2017 | Jamaica – Canada          | 2 – 1   | Kwartfinale  | 37.404       |
| 7 | 2 juli 2019  | Haïti – Mexico            | 0 – 1   | Halve finale | 64.128       |
| 8 | 24 juli 2021 | Qatar – El Salvador       | 3 – 2   | Kwartfinale  | 64.211       |
| 9 | 24 juli 2021 | Mexico – Honduras         | 3 – 0   | Kwartfinale  | 64.211       |